# OBAG

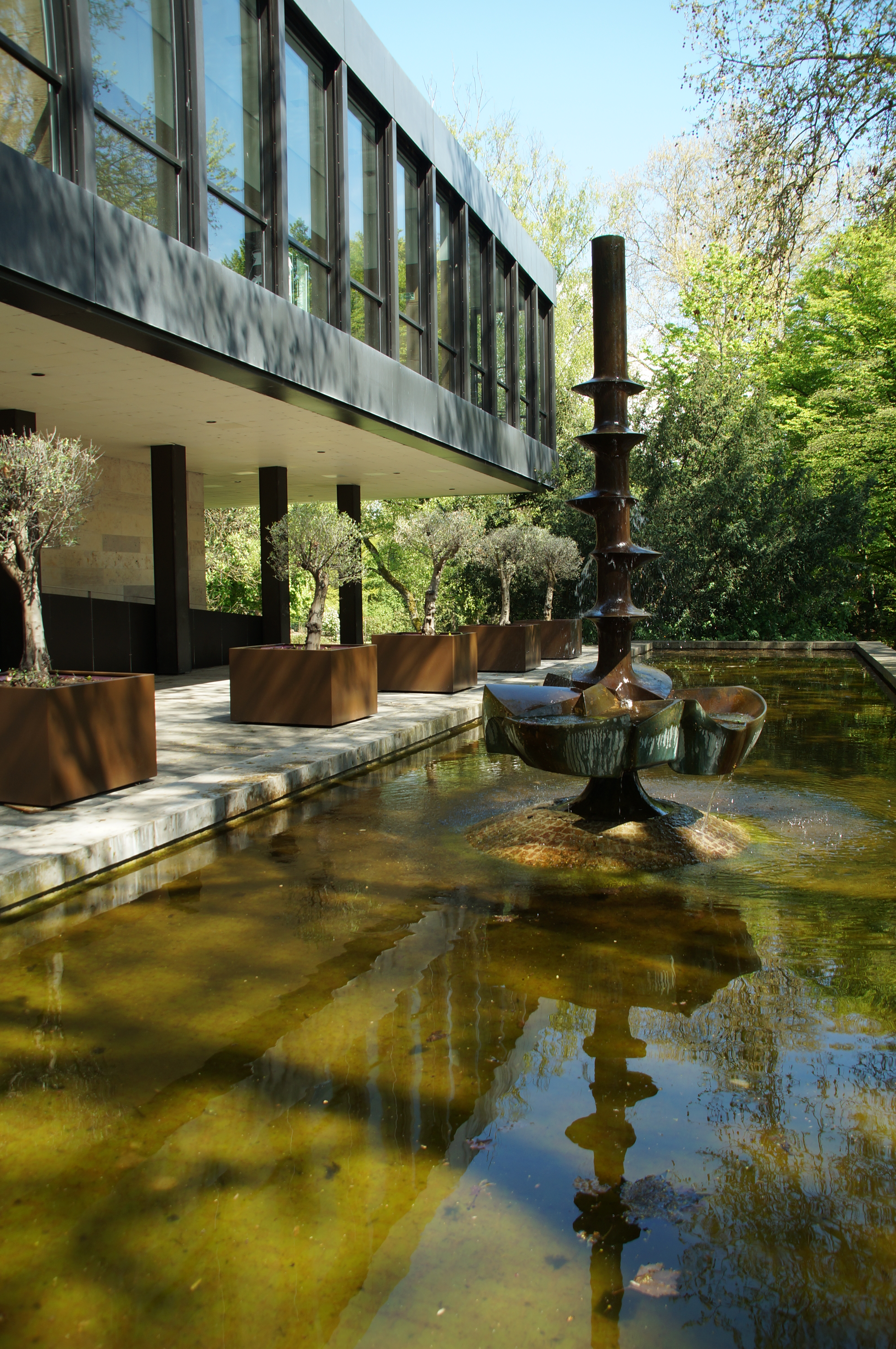
Kasino der ehem. Hauptverwaltung der OBAG in Regensburg

Die Energieversorgung Ostbayern AG, abgekürzt OBAG, ist ein ehemaliges deutsches Energieversorgungsunternehmen, das aus der bereits 1908 gegründeten Bayerische Überlandcentrale AG (BÜC) hervorging. Im 21.000 Quadratkilometer großen Versorgungsgebiet in der Oberpfalz, in Niederbayern und in Teilen Oberbayerns wurden zuletzt knapp 12,5 Milliarden Kilowattstunden abgesetzt. Damit war die OBAG der flächenmäßig größte regionale Stromversorger in Bayern. Mehr als 20 Prozent des Stroms stammte aus erneuerbaren Energiequellen, allen voran Wasserkraft.

## Geschichte
Das Unternehmen berief sich als Ursprung auf die 1908 von der Industriellenfamilie Stinnes gegründete Bayerische Überlandcentrale AG (spätere Schreibung Überlandzentrale), Ibenthann. Diese war allerdings aus der Oberpfälzer Braunkohlen-Gewerkschaft Haidhof hervorgegangen. Ziel der AG war es, die in Haidhof im Oberpfälzer Braunkohlerevier gewonnene Braunkohle zu verstromen. Das Unternehmen förderte in den folgenden Jahren selbst Kohle und betrieb von 1910 an ein erstes Elektrizitätswerk in Ponholz. Weitere Werksgründungen und Übernahmen folgten. Im Jahr 1923 wurden knapp 17.000 Haushalte mit Strom beliefert.
Ebenfalls 1923 erwarb der Bezirk Oberpfalz mehrere regionale Energieunternehmen, darunter auch die Bayerische Überlandzentrale. Der Bezirk fusionierte die Unternehmen und benannte das Konstrukt als Oberpfalzwerke AG. Im Jahr 1944 übernahmen die Oberpfalzwerke die Ostbayerische Stromversorgungs AG Landshut. Dabei erfolgte die Umbenennung zu Energieversorgung Ostbayern Aktiengesellschaft Regensburg. In den folgenden Jahren wurde das Stromnetz weiter ausgebaut. Kriegsschäden waren kaum zu verzeichnen. Ende 1947 wurden im Versorgungsgebiet, das aus dem Regierungsbezirk Niederbayern/Oberpfalz sowie Teilen des Regierungsbezirks Oberbayern bestand sechs eigene Kraftwerke mit 9,7 MVA Leistung, 6248 km Hochspannungs- und 10.825 km Niederspannungsleitungen und 2886 Trafostationen betrieben. Strom wurde außerdem vom Bayernwerk und von rund 120 kleineren und mittleren Wasserkarftwerken bezogen.
In den 1950er Jahren errichtet die Obag die Kraftwerke der Pumpspeicher-Kraftwerksgruppe Jansen an der Pfreimd, die vor allem zum Ausgleich von Spitzenlasten diente. 1955 gingen sie in den Betrieb. Ende 1956 war das vom bayerischen Staat kontrollierte Bayernwerk mit gut 61 % der Aktien der Größte Aktionär der Obag. Weitere Großaktionäre waren die Bezirksverbände Niederbayern und Oberpfalz.
Bayernwerk organisierte seine Beteiligung an der Obag später in seiner Tochtergesellschaft Contigas. Im Jahr 1994 verkaufte Bayern seine Mehrheitsbeteiligung an Bayernwerk an den bereits zuvor zweitgrößten Aktionär, den Mischkonzern Viag.
Im Jahr 1990 wurde neben Elektrizität und Gas auch die Fernwärme als Versorgungsauftrag in den Geschäftszweck der Obag aufgenommen. 1997 erfolgte die Umbenennung zu Obag (Eigenschreibweise: OBAG). Ebenfalls 1997 wurde der Geschäftszweck um die Versorgung mit Wasser und Telekommunikationsdienstleistungen erweitert. Ende des Jahres 2001 wurde die Obag von der Umsetzung der im Jahr zuvor beschlossenen Fusion der Mischkonzerne Viag und Veba zum neuen Unternehmen Eon erfasst: Zunächst erfolgte die Ausgliederung des Teilbetriebs Hochspannungsnetz an das Unternehmen Eon Netz und kurz darauf der gesamten Gesellschaft auf Eon Bayern. Dieser Unternehmensteil entstand neben der Obag aus den vier bayerischen Regionalversorgern Energieversorgung Oberfranken AG, Isar-Amperwerke AG, Überlandwerk Unterfranken AG und Großkraftwerk Franken AG. Heute trägt Eon Bayern wieder den Namen Bayernwerk.

## Organisation
Der Hauptverwaltung in Regensburg und der Hauptstelle in Landshut waren Nebenstellen in Amberg, Neumarkt, Regensburg, Schwandorf, Weiden, Deggendorf, Passau, Eggenfelden, Landshut und Traunreut untergliedert, die wiederum die insgesamt 125 Bezirksstellen unter sich hatten. Im Zuge einer Umorganisation im Jahr 1994 wurden die Neben- und Bezirksstellen aufgelöst und zu 34 Regionalzentren zusammengefasst. Die Steuerung des Leitungsnetzes erfolgte zentral von zwei Netzleitstellen in Schwandorf und Deggendorf aus.

## Eigene Kraftwerke
Neben der Kraftwerksgruppe Jansen betrieb die Obag Kraftwerke in Lebenau im Landkreis Traunstein sowie an der Großen Ohe bei Großarmschlag im Bayerischen Wald. Über das Tochterunternehmen OBEG bestand eine Beteiligung an Wasserkraftwerken an der unteren Isar.